# Mezaourou
Mezaourou è un comune dell'Algeria, situato nella provincia di Sidi Bel Abbes.